# Cuatro de Barquisimeto
El Cuatro de Barquisimeto también llamada alternativamente El Cuatro es una estructura localizada en el parque cardenalito frente a la Urbanización Los Cardones de la ciudad de Barquisimeto la capital del Estado Lara en el centro occidente del país sudamericano de Venezuela.
Se trata de un monumento que está dedicado a la tradición musical de la ciudad de Barquisimeto, del Estado Lara y a honrar al Cuatro venezolano. Forma parte de un complejo de monumentos que incluyen además a una Gran Vasija y a la llamada puerta del este.
Constituye uno de los puntos de referencia más conocidos y populares de la ciudad.